# Liste der Senatoren der Vereinigten Staaten aus North Dakota
Die Liste der Senatoren der Vereinigten Staaten aus North Dakota führt alle Personen auf, die jemals für diesen Bundesstaat dem Senat angehört haben, nach den Senatsklassen sortiert. Dabei zeigt eine Klasse, wann dieser Senator wiedergewählt wird. Die Wahlen der Senatoren der class 1 fanden 2018 statt. Die Senatoren der class 3 wurden zuletzt im November 2016 gewählt.

## Klasse 1

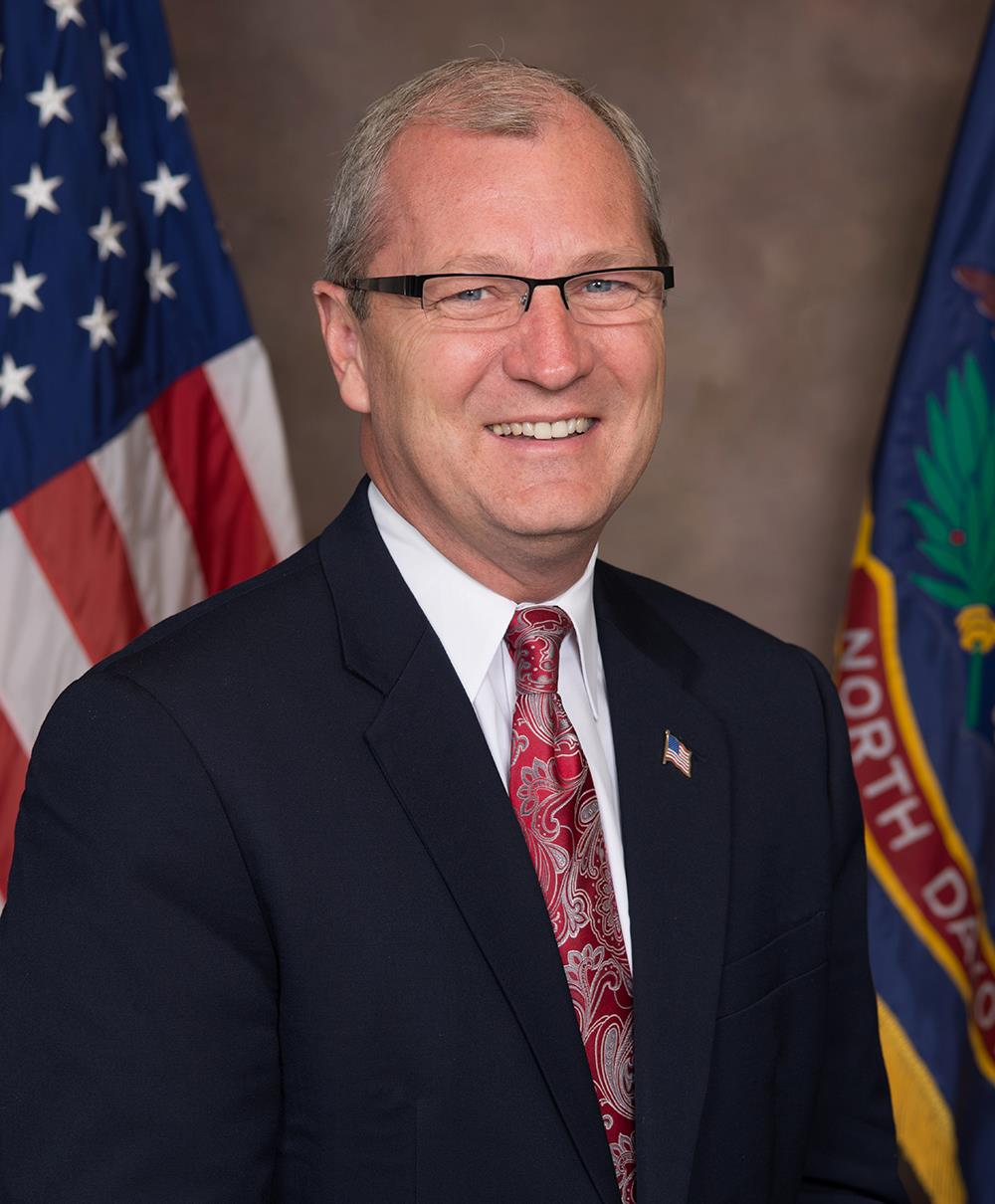
Kevin Cramer

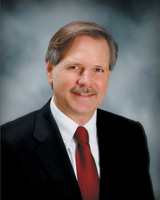
John Hoeven

North Dakota ist seit dem 2. November 1889 US-Bundesstaat und hatte bis heute 11 Senatoren der class 1 im Kongress.
| Name                      | Amtszeit  | Partei       | Lebensdaten                          |
| ------------------------- | --------- | ------------ | ------------------------------------ |
| Lyman Rufus Casey         | 1889–1893 | Republikaner | 6. Mai 1837–26. Januar 1914          |
| William Nathaniel Roach   | 1893–1899 | Demokrat     | 25. September 1840–7. September 1902 |
| Porter James McCumber     | 1899–1923 | Republikaner | 3. Februar 1858–18. Mai 1933         |
| Lynn Joseph Frazier       | 1923–1941 | Republikaner | 21. Dezember 1874–11. Januar 1947    |
| William Langer            | 1941–1959 | Republikaner | 30. September 1886–8. November 1959  |
| Clarence Norman Brunsdale | 1959–1960 | Republikaner | 9. Juli 1891–27. Januar 1978         |
| Quentin Northrup Burdick  | 1960–1992 | Demokrat     | 19. Juni 1908–8. September 1992      |
| Jocelyn Birch Burdick     | 1992      | Demokrat     | 6. Februar 1922 – 26. Dezember 2019  |
| Kent Conrad               | 1992–2013 | Demokrat     | * 12. März 1948                      |
| Mary Kathryn Heitkamp     | 2013–2019 | Demokrat     | * 30. Oktober 1955                   |
| Kevin John Cramer         | seit 2019 | Republikaner | * 21. Januar 1961                    |

## Klasse 3
North Dakota stellte bis heute 14 Senatoren der class 3.
| Name                    | Amtszeit  | Partei       | Lebensdaten                       |
| ----------------------- | --------- | ------------ | --------------------------------- |
| Gilbert Ashville Pierce | 1889–1891 | Republikaner | 11. Januar 1839–15. Februar 1901  |
| Henry Clay Hansbrough   | 1891–1909 | Republikaner | 30. Januar 1848–16. November 1933 |
| Martin Nelson Johnson   | 1909      | Republikaner | 3. März 1850–21. Oktober 1909     |
| Fountain Land Thompson  | 1909–1910 | Demokrat     | 18. November 1854–4. Februar 1942 |
| William Edward Purcell  | 1910–1911 | Demokrat     | 3. August 1856–23. November 1928  |
| Asle Jorgenson Gronna   | 1911–1921 | Republikaner | 10. Dezember 1858–4. Mai 1922     |
| Edwin Freemont Ladd     | 1921–1925 | Republikaner | 13. Dezember 1859–22. Juni 1925   |
| Gerald Prentice Nye     | 1925–1945 | Republikaner | 19. Dezember 1892–17. Juli 1971   |
| John Moses              | 1945      | Demokrat     | 12. Juni 1885–3. März 1945        |
| Milton Ruben Young      | 1945–1981 | Republikaner | 6. Dezember 1897–31. Mai 1983     |
| Mark Andrews            | 1981–1987 | Republikaner | 19. Mai 1926–3. Oktober 2020      |
| Kent Conrad             | 1987–1992 | Demokrat     | * 12. März 1948                   |
| Byron Leslie Dorgan     | 1992–2011 | Demokrat     | * 14. Mai 1942                    |
| John Henry Hoeven       | seit 2011 | Republikaner | * 13. März 1957                   |